# Anell de Claddagh

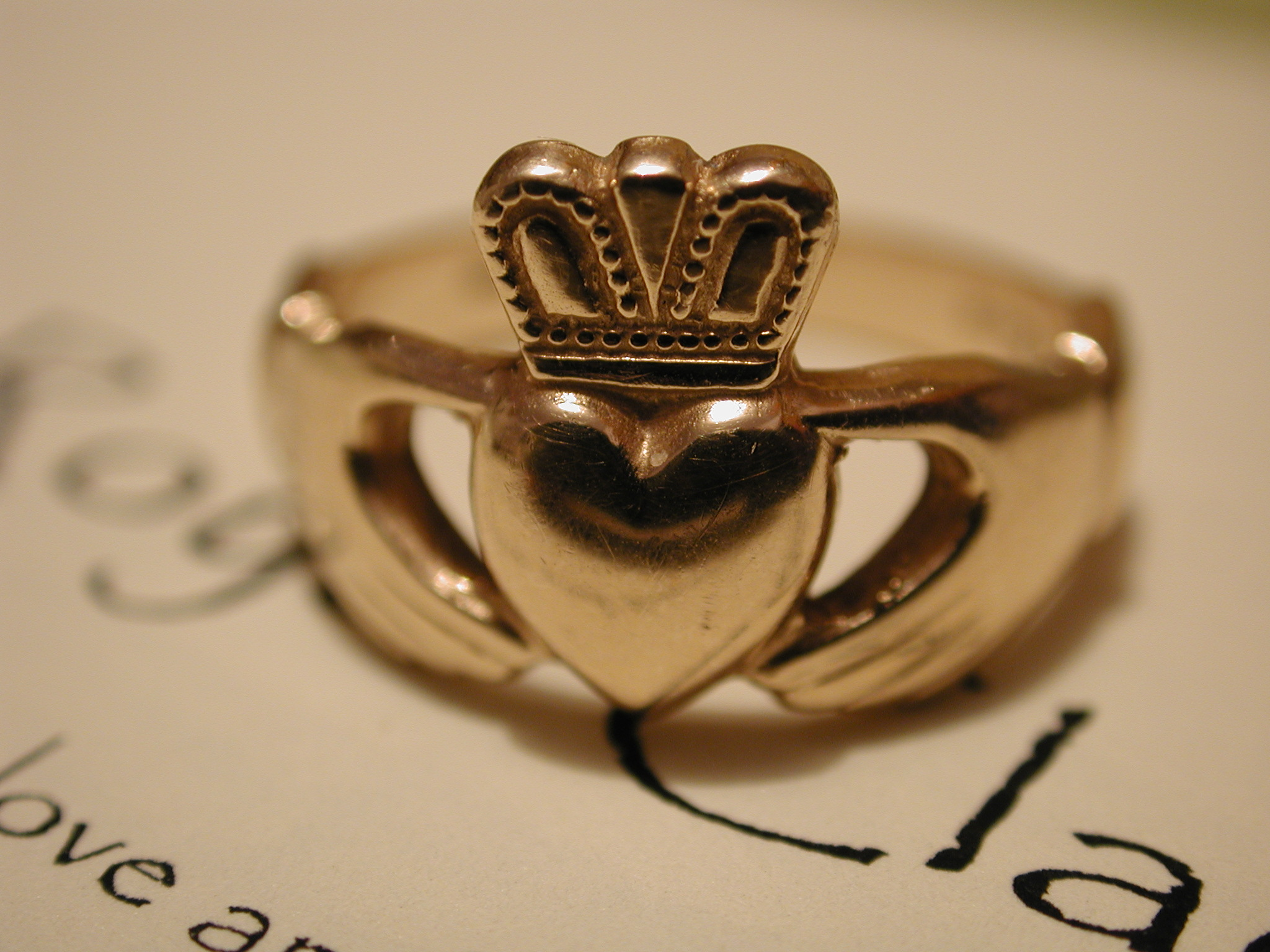
Anell de Claddagh

L'Anell de Claddagh (irlandès: fáinne Chladaigh) és un anell tradicional irlandès que representa amor, lleialtat, i amistat (les mans representen amistat, el cor representa amor, i la corona representa lleialtat).
El disseny i la simbologia associada a l'anell prové d'un poble pescador irlandès prop de Galway del qual duu el nom. Aquest va ser produït com el coneixem actualment per primer cop en el segle xvii.

## Descripció
L'anell de Claddagh pertany a un grup d'anells europeus anomenats "anells fede". El nom "fede" prové de la frase italiana mani in fede ("mans [unides] en fe" o "mans [unides] en lleialtat"). Aquesta d'anells daten de temps Romans, quan el gest d'encaixar mans era un símbol de fidelitat, i eren utilitzats tant d'anells de casament com de compromís en l'època medieval i l'Europa del Renaixement.
Cap al final del segle XX hi va haver un renovat interès en l'Anell de Claddagh, com a joia i com a símbol d'identitat irlandesa.

## Ús i simbolisme
El disseny de l'anell de Claddagh té dues mans encaixant un cor i normalment porta una corona. Aquests elements simbolitzen les qualitats de l'amor (el cor), l'amistat (les mans), i la lleialtat (la corona). Un anell Claddagh "Fenià" (sense una corona) és un disseny lleugerament diferent que no ha aconseguit el nivell de popularitat de la versió cornada. Aquests anells són relativament popular entre els irlandesos i aquells d'ascendència irlandesa, com americans irlandesos, com a símbol cultural, d'amistat, de compromís i d'anells de casament.
|             | El cor assenyala fora | El cor assenyala dintre |
| ----------- | --------------------- | ----------------------- |
| Mà esquerra | Casat                 | Compromès               |
| Mà dreta    | En una relació        | Solter                  |

Segons l'autor irlandès Colin Murphy, es duia un anell de Claddagh amb la intenció d'informar de l'estat sentimental del portador:
1. A la mà dreta amb l'extrem del cor assenyalant els dits: el portador està solter i podria estar buscant l'amor.
2. A mà dreta amb l'extrem del cor assenyalant el canell: el portador està en una relació; algú "ha retingut el seu cor"
3. A l'esquerra al dit anular amb l'extrem del cor assenyalant els dits: el portador està compromès per a casar-se.
4. A l'esquerra al dit anular amb l'extrem del cor assenyalant el canell: el portador està casat.